# Lý thuyết trường lượng tử
Trong vật lý lý thuyết, Lý thuyết trường lượng tử (tiếng Anh: quantum field theory, thường viết tắt QFT) là một khuôn khổ lý thuyết để xây dựng các mô hình cơ học lượng tử về các hạt hạ nguyên tử trong vật lý hạt và các tựa hạt trong vật lý vật chất ngưng tụ. Một lý thuyết trường lượng tử coi các hạt như các trạng thái kích thích của một trường vật lý ngầm ẩn, chúng được gọi là lượng tử trường.
Chẳng hạn, điện động lực học lượng tử (QED) có một trường electron và một trường photon; sắc động lực học lượng tử có một trường cho mỗi loại quark; và trong vật chất ngưng tụ, có một trường dịch chuyển nguyên tử sinh ra các hạt phonon. Edward Witten khẳng định rằng tới nay QFT là lý thuyết khó nhất trong vật lý hiện đại.

## Lịch sử
Như là một khuôn khổ lý thuyết thành công ngày hôm nay, lý thuyết trường lượng tử được xây dựng nhờ sự đóng góp của hàng thế hệ các nhà vật lý lý thuyết từ thế kỷ 20

### Lý thuyết nền tảng

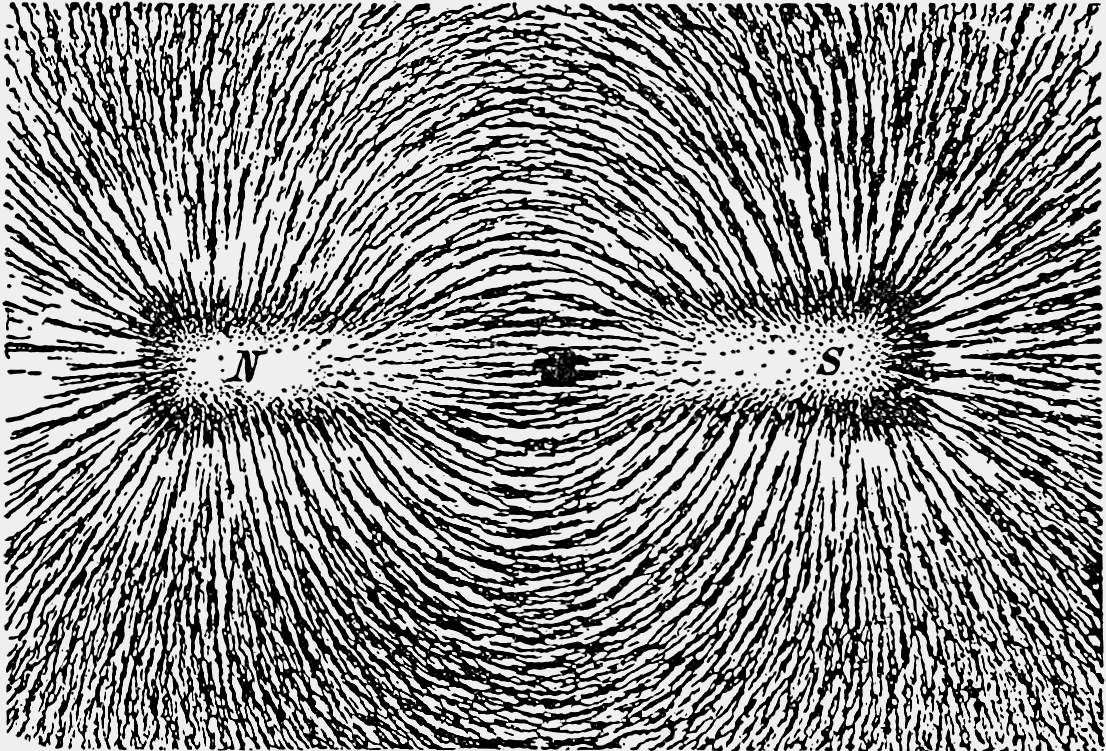
Từ trường được mô tả bằng các sử dụng bụi sắt từ

Lý thuyết trường lượng tử là kết quả của sự kết hợp giữa lý thuyết trường cô điển, cơ học lượng tử và thuyết tương đối.
Thành công sớm nhất của lý thuyết trường cổ điển nổi lên từ các định luật newton về sự hấp dẫn trong vũ trụ, mặc dù ông ông đề cập tới khái niệm trường trong cuốn "các nguyên lý toán học của triết học tự nhiên". Lực hấp dẫn được mô tả như là "tác dụng theo khoảng cách" - chúng ảnh hưởng tới những vật thể rất xa một cách tức thời, bất kể khoảng cách. Trong một bức thư với Richard Bentley, Newton viết rằng "không thể tưởng tượng được những vật vô tri có thể vận hành và ảnh hưởng tới nhau mà không có liên lạc gì!". Trước thế kỷ 18, không có nhà vật lý-toán nào phát hiện ra cách mô tả thuận tiện tương tác hấp dẫn dựa trên cơ sở về trường - một đại lượng tồn tại ở mọi điểm trong không gian thể hiện sự tác dụng của lực hấp dẫn lên mọi hạt tại điểm đó. Dù sao, đây cũng chỉ là một phương pháp toán học thuần túy.
Khái niệm trường bắt đầu xuất hiện gắn với sự hình thành của điện từ học vào thế kỷ 19. Michael Faraday đặt ra từ "trường" vào năm 1845. Ông giới thiệu trường như là tính chất của không gian (ngay cả khi không có vật chất) có những tính chất vật lý cụ thể. Ông phản đối "tác dụng theo khoảng cách", và đề xuất rằng tương tác giữa vật chất thông qua không gian chứa đầy các "đường sức". Mô tả này vẫn còn tới ngày hôm nay.
Lý thuyết của trường điện từ cổ điển được hoàn thiện vào năm 1862 cùng với phương trình Maxwell, mô tả tương tác giữa điện trường, từ trường và điện tích. Phương trình Maxwell hàm chứa sự tồn tại của sóng điện từ, hiện tượng xảy ra khi điện từ trường biến đổi lẫn nhau và di chuyển với vận tốc ánh sáng. Sự tác dụng theo khoảng cách hoàn toàn bị bác bỏ.
Mặc dù sự thành công của trường điện từ cổ điển, nó không thể lý giải được sự gián đoạn của các vạch phổ nguyên tử, đồng thời không tìm ra sự phân bố phát xạ vật đen theo các bước sóng khác nhau. Nghiên cứu của Max Planck về phát xạ vật đen đã dẫn tới sự ra đời của cơ học lượng tử. Ông coi nguyên tử thu và phát sóng điện từ, năng lượng của chúng chỉ có thể nhận những giá trị gián đoạn gọi là sự lượng tử hóa. Xây dựng trên ý tưởng này, năm 1905, Albert Einstein giải thích hiệu ứng quang điện, rằng ánh sáng được sinh ra bởi các hạt gọi là photon (lượng tử ánh sáng). Điều hày hàm chứa rằng sự phát xạ điện từ có tính hạt.
Năm 1913, Niels Bohr giới thiệu mô hình Bohr của cấu trúc nguyên tử, trong đó electrons bên trong nguyên tử chỉ có thể nhận các mức năng lượng rời rạc. Đây là một ví dụ khác về lượng tử hóa. Mẫu Bohr thành công trong việc giải thích sự rời rạc một cách tự nhiên của phổ nguyên tử. Năm 1924, Louis de Broglie đề xuất một giả thuyết về lưỡng tính sóng-hạt, một hạt vi mô hành xử giống như sóng và trong các trường hợp khác nhau. Tổng hợp các ý tưởng rời rạc đó, cơ học lượng tử đã được xây dựng giữa những năm 1925 và 1926, với sự đóng góp từ de Broglie, Werner Heisenberg, Max Born, Erwin Schrodinger, Paul Dirac và Wolfgang Pauli.
Đồng thời vào những năm đó, Einstein công bố lý thuyểt của ông về thuyết tương đối hẹp, dựa trên thuyết điện từ của Maxwell. Biến đổi Lorentz đã mô tả được một sự kiện biến đổi như thế nào dưới tác động của vận tốc của hệ quy chiếu, sự phân biệt giữa không và thời gian đã bị xóa nhòa. Lý thuyết này đề xuất rằng tất cả các định luật vật lý giống nhau cho mọi hệ quy chiếu với các vận tốc khác nhau, nói cách khác, mọi định luật vật lý phải bất biến dưới tác động của biến đổi Lorentz.
Tuy nhiên vẫn tồn tại 2 khó khăn cho các nhà vật lý lúc bấy giờ. Có thể thấy, phương trình Schrodinger trong cơ học lượng tử có thể giải thích sự phát xạ của nguyên tử, nơi electron phát ra photon dưới tác động của điện từ trường ngoài, nhưng nó không thể giải thích sự phát xạ tự phát, khi electron tự động giảm mức năng lượng và phát ra photon mà không có mặt điện từ trường ngoài. Một cách lý thuyết, phương trình Schrodinger không thể mô tả photon và không liên quan tới thuyết tương đối, thời gian và không gian không bình đẳng với nhau và không gian là một hệ tọa độ tuyến tính.

### Điện động học lượng tử
Lý thuyết trường lượng tử nảy sinh một cách tự nhiên cùng với nghiên cứu về tương tác điện từ.
Vào năm 1925-1926, Born, Heisenberg và Pascual Jordan đã xây dựng được lý thuyết lượng tử cho trường điện từ tự do bằng cách coi điện từ trường như là tập hợp của các dao động điều hòa lượng tử. Tuy nhiên do không có tương tác, lý thuyết này không thể dự đoán được một cách lượng tử về thế giới thực.
Trong một hội thảo năm 1927, trong tờ "lý thuyết lượng tử về sự hấp thụ và phát xạ", Dirac đã đặt ra điện động học lượng tử, một lý thuyết trong đó số hạng đặc trưng cho trường điện từ tự do được cộng với số hạng tương tác giữa mật độ dòng điện và vector thế năng điện từ (thế năng điện từ là một đại lượng vector). Dùng phép nhiễu loạn bậc 1, ông đã thành công trong việc giải thích hiện tượng phát xạ tự phát. Xem xét tới tính chất bất định trong cơ học lượng tử, dao động tử điều hòa lượng tử hóa không thể tồn tại bền vững, nhưng chúng có một năng lượng tối thiểu khác không và luôn luôn dao động, ngay cả khi ở trạng thái bền (trạng thái cơ bản). Theo đó, ngay cả trong chân không tuyệt đối, luôn tồn tại những dao động điện từ có mức năng lượng thấp nhất. Đó là  biến động lượng tử của trường điện từ trong chân không làm nó kích thích sự phát xạ tự phát của electron trong nguyên tử. Lý thuyết của Dirac thành công rực rỡ trong việc giải thích sự hấp thụ và phát xạ của nguyên tử; bằng cách áp dụng lý thuyết nhiễu loạn bậc 2, nó có thể giải thích cho sự phân rã photon, cộng hưởng huỳnh quang cũng như phân rã Compton phi tương đối tính. Ngoài ra, áp dụng của lý thuyết nhiễu loạn bậc cao hơn có thể dẫn tới những nghiệm kì dị trong tính toán.
Năm 1928, Dirac viết một phương trình sóng mô tả electron tương đối tính- phương trình Dirac. Nó dẫn tới một hệ quả quan trọng: spin của electron là 1/2; electron có hệ số g là 2; dẫn tới công thức Sommerfeld cho cấu trúc của nguyên tử hydro; và nó có thể dùng để chuyển hóa công thức Klein-Nishina cho phân rã Compton. Ngay cả khi kết quả rất tốt đẹp, lý thuyết này cũng hàm chứa sự tồn tại của trạng thái năng lượng âm, dẫn tới sự tồn tại của nguyên tử là không ổn định, chúng có thể lphân rã tới mức năng lượng thấp hơn bằng cách phát xạ.
Quan điểm phổ biến thời gian đó chia ra làm 2 phe:hạt vật chất (như là electron)và trường lượng tử(như là photon).Hạt vật chất được coi như là không thể phá hủ, cùng với tính chất vật lý được mô tả bằng xác suất tìm thấy một hạt trong một thể tích và vận tốc cho trước Mặt khác, photon được xem xét thuần túy như là trọng thái kích thích của trường điện từ lượng tử đằng sau nó. chúng có thể tạo ra hoặc phá hủy một cách tự do. Giữa nhưng năm 1928 và 1930, Jordan, Eugene Wigner, Heisenberg, Pauli, và Enrico Fermi phát hiện rằng hạt vật chất có thể nhìn nhận như là trạng thái kích thích của trường lượng tử, cũng như photon. Do đóm mội loại hạt tương ứng với một trường lượng tử: trường electron. trường proton......Cho trước một lượng năng lượng, ta có thể tạo ra vật chất. Dựa trên ý tưởng này. Fermi đề xuất năm 1932 về cách giải thích hiện tượng phân rã beta được biết đến như là tương tác Fermi. hạt nhân nguyên tử không bao gồm electron, nhưng trong sự phân rã beta, một e tạo ra trường electron, tương tự với photon tạo ra từ trường điện từ xung quanh trong sự phát xạ của trạng thái kích thích.
Được nhận ra vào năm 1929 bới Dirac và các cộng sự rằng năng lượng âm hàm chứa trong phương trình Dirac có thể lược bỏ bằng giả thiết về sự tồn tại của hạt có cùng khối lượng với e nhưng có điện tích trái dấu. Không chỉ đảm bảo sự ổn định của nguyên tử, nó còn dự đoán được sự tồn tại của phản vật chất. Cần thiết phải có bằng chứng cho sự tồn tại positrons. Năm 1932, Carl David Anderson đã phát hiện được positrons từ bức xạ vũ trụ. Với một lượng năng lượng hợp lý, như là hấp thụ photon, một cặp electron-positron có thể được tạo ra, quá trình này gọi là sự bắt cặp; quá trình đảo ngược hay sự hủy hạt. Điều đó cho thấy số lượng hạt không cần phải cố định trong quá trình tương tác. Trong lịch sử, positrons đã được biết đến lần đầu như là "hố" trong một biển e vô tận, hơn là một loại hạt mới, và lý thuyết này được biết đến như là lý thuyết hố Dirac. Như vậy QFT đã dự đoán được phản vật chất một cách tự nhiên.

### Vô hạn và tái chuẩn hóa
Năm 1930, Robert Oppenheimer cho thấy tính toán nhiễu loại bậc cao trong điện động học lượng tử luôn cho kết quả một đại lượng vô hạn. Điều đó cho thấy cần phải có một công cụ toán học mới bên cạnh lý thuyết nhiễu loạn. Cho đến 20 năm sau mới có một cách tiếp cận hệ thống khác để giải quyết vấn đề này.
Một loạt bài báo được công bố giữa những năm 1934 và 1938 bởi Ernst Stueklberg đã cho thấy các công thức bất biến tương đối tính trong QFT. Năm 1947, Stueckelkberg cũng độc lập xây dựng một công cụ tái chuẩn hóa một cách hoàn chỉnh. Tiếc thay, những thành tựu đó không được hiểu và công nhận bởi cộng đồng vật lý đương thời.
Đối mặt với nó, vào năm 1937 và 1943, John Archibald Wheeler và Heisenberg đề xuất lý thuyết ma trận s.

### Mô hình chuẩn
Năm 1954, Yang Chen-Ninh và Robert Mill tổng quát hóa tính đối xứng định xứ của QED, dẫn tới lý thuyết Yang-Mills dựa trên lý thuyết nhóm đối xứng địa phương. Trong QED, điện tích tương tác thông qua trao đổi photon, trong khi lý thuyết Yang-Mills, hạt mang một loại tương tác thông qua trao đổi hạt gauge boson phi khối lượng. Không giống như photon, những hạt này tự nó mang điện tích.
Sheldon Glashow xây dựng một thuyết gauge phi Abel phân biệt được tương tác điện từ và tương tác yếu vào năm 1960.
Peter Higgs, Robert Brout và Francois Englert đề xuất vào năm 1964 rằng đối xứng gauge trong thuyết Yang-Mills có thể bị phá vỡ bởi cơ chế có tên là phá vỡ đối xứng tự phát, thông qua một boson phi khối lượng.

## Nguyên lý
Để cho đơn giản, đơn vị tự nhiên được dùng trong các phần sau đã đơn giản hóa hằng số Plank và vận tốc ánh sáng: ħ=c=1.
Trường cổ điển
Một trường cổ điển là một hàm số của tọa độ không thời gian có sẵn. Ví dụ như trường hấp dẫn Newton g(x, t) hay điện trường  E(x, t). Một trường cổ điển có thể hiểu như là một đại lượng có mặt tại mọi điểm trong không gian. Do đó, nó có vô hạn bậc tự do.
Rất nhiều hiện tượng có những tính chất lượng tử mà không thể giải thích bởi lý thuyết trường cổ điển. Ví dụ như hiệu ứng quang điện có thể được giải thích hiệu quả nhất bằng các hạt rời rạc hơn là một trường liên tục. Kết quả của lý thuyết trường lượng tử là mô tả nhiều hiện trượng bằng cách sử dụng một mô hình biến điệu của trường.
Định lượng chính tắc và tích phân từng phần là 2 phương pháp phổ biến của QFT. Để trình bày QFT một cách cơ bản, ta cần phải nhìn một cách khái quát hóa.
Trường cổ điển cơ bản nhất là trường vô hướng - một số thực có mặt tại mọi điểm trong không gian và thay đổi theo thời gian. Được kí hiệu bởi ϕ(x, t), trong đó x là vector tọa độ, t là thời gian. Giả sử hàm Lagrangian của trường là:
{\displaystyle {\displaystyle L=\int d^{3}x\,{\mathcal {L}}=\int d^{3}x\,\left[{\frac {1}{2}}{\dot {\phi }}^{2}-{\frac {1}{2}}(\nabla \phi )^{2}-{\frac {1}{2}}m^{2}\phi ^{2}\right],}}
trong đó {\displaystyle {\displaystyle {\dot {\phi }}}} là đạo hàm theo thời gian của trường, ∇ là toán tử gradient, và m là tham số thực (khối lượng của trường). Áp dụng phương trình Euler-Lagrange cho Lagrangrian.
{\displaystyle {\displaystyle {\frac {\partial }{\partial t}}\left[{\frac {\partial {\mathcal {L}}}{\partial (\partial \phi /\partial t)}}\right]+\sum _{i=1}^{3}{\frac {\partial }{\partial x^{i}}}\left[{\frac {\partial {\mathcal {L}}}{\partial (\partial \phi /\partial x^{i})}}\right]-{\frac {\partial {\mathcal {L}}}{\partial \phi }}=0,}}
ta thu được phương trình chuyển động của trường, mô tả giá trị của nó theo không gian và thời gian:
{\displaystyle {\displaystyle \left({\frac {\partial ^{2}}{\partial t^{2}}}-\nabla ^{2}+m^{2}\right)\phi =0.}}
Hay còn được biết đến như là phương trình Klein-Gordon.
Klein-Gordon là một phương trình sóng, do đó nghiệm của nó có thể viết dưới dạng tổng của các mode (thu được thông qua biến đổi Fourier) như sau:
{\displaystyle {\displaystyle \phi (\mathbf {x} ,t)=\int {\frac {d^{3}p}{(2\pi )^{3}}}{\frac {1}{\sqrt {2\omega _{\mathbf {p} }}}}\left(a_{\mathbf {p} }e^{-i\omega _{\mathbf {p} }t+i\mathbf {p} \cdot \mathbf {x} }+a_{\mathbf {p} }^{*}e^{i\omega _{\mathbf {p} }t-i\mathbf {p} \cdot \mathbf {x} }\right),}}
trong đó a là một số phức (đã được chuẩn hóa), * kí hiệu cho liên hợp phức, và ωp
là tần số của mode dao động cơ bản:
{\displaystyle {\displaystyle \omega _{\mathbf {p} }={\sqrt {|\mathbf {p} |^{2}+m^{2}}}.}}
Do đó mỗi mode tương ứng với một p có thể coi như là một dao động điều hòa với tần số ωp.
Lượng tử hóa chính tắc
Quá trình lượng tử hóa cho trường vô hướng cũng tương tự như sự thăng tiến từ dao động tử điều hòa lên thành dao động tử điều hòa lượng tử.
Phương trình dao động điều hòa cổ điển:
{\displaystyle {\displaystyle x(t)={\frac {1}{\sqrt {2\omega }}}ae^{-i\omega t}+{\frac {1}{\sqrt {2\omega }}}a^{*}e^{i\omega t},}}
trong đó a là số phức (đã được chuẩn hóa theo quy ước), và ω là tần số dao động. Chú ý rằng x thay thế cho hạt trong dao động điều hòa tại vị trí cân bằng, và không nên nhầm lẫn với kí hiệu x của trường.
Đối với dao động điều hòa lượng tử, x(t) được nâng cấp lên thành toán tử tuyến tính {\displaystyle {\displaystyle {\hat {x}}(t)}}:
{\displaystyle {\displaystyle {\hat {x}}(t)={\frac {1}{\sqrt {2\omega }}}{\hat {a}}e^{-i\omega t}+{\frac {1}{\sqrt {2\omega }}}{\hat {a}}^{\dagger }e^{i\omega t}.}}
Số phức  a và a*  được thay thế bằng toán tử sinh và hủy hạt {\displaystyle {\displaystyle {\hat {a}}^{\dagger }}}và {\displaystyle {\displaystyle {\hat {a}}}}, trong đó † kí hiệu cho liên hợp Hermitian. Quan hệ giữa chúng là
{\displaystyle {\displaystyle [{\hat {a}},{\hat {a}}^{\dagger }]=1.}}
Trạng thái chân không {\displaystyle {\displaystyle |0\rangle }}- trạng thái có mức năng lượng thấp nhất, được định nghĩa là
{\displaystyle {\displaystyle {\hat {a}}|0\rangle =0.}}
Mọi trạng thái lượng tử của một dao động tử điều hòa có thể thu được từ {\displaystyle {\displaystyle |0\rangle }} bằng cách tác dụng một số lần toán tử sinh hạt:
{\displaystyle {\displaystyle |n\rangle =({\hat {a}}^{\dagger })^{n}|0\rangle .}}
Bằng phương pháp tương tự, một trường số thực ϕ cũng được lượng tử hóa thành toán tử {\displaystyle {\displaystyle {\hat {\phi }}}}, trong khi đó ap và ap* được thay thế bằng toán tử sinh và hủy {\displaystyle {\displaystyle {\hat {a}}_{\mathbf {p} }}} và {\displaystyle {\displaystyle {\hat {a}}_{\mathbf {p} }^{\dagger }}} cho p cụ thể:
{\displaystyle {\displaystyle {\hat {\phi }}(\mathbf {x} ,t)=\int {\frac {d^{3}p}{(2\pi )^{3}}}{\frac {1}{\sqrt {2\omega _{\mathbf {p} }}}}\left({\hat {a}}_{\mathbf {p} }e^{-i\omega _{\mathbf {p} }t+i\mathbf {p} \cdot \mathbf {x} }+{\hat {a}}_{\mathbf {p} }^{\dagger }e^{i\omega _{\mathbf {p} }t-i\mathbf {p} \cdot \mathbf {x} }\right).}}
quan hệ giữa chúng
{\displaystyle {\displaystyle [{\hat {a}}_{\mathbf {p} },{\hat {a}}_{\mathbf {q} }^{\dagger }]=(2\pi )^{3}\delta (\mathbf {p} -\mathbf {q} ),\quad [{\hat {a}}_{\mathbf {p} },{\hat {a}}_{\mathbf {q} }]=[{\hat {a}}_{\mathbf {p} }^{\dagger },{\hat {a}}_{\mathbf {q} }^{\dagger }]=0,}}
trong đó  δ  là hàm delta Dirac. Trạng thái chân không {\displaystyle {\displaystyle |0\rangle }} được định nghĩa là
{\displaystyle {\displaystyle {\hat {a}}_{\mathbf {p} }|0\rangle =0,\quad {\text{với mọi }}\mathbf {p} .}}
Mọi trạng thái lượng tử của trường có thể thu được từ trạng thái chân không bằng cách tác dụng nhiều lần toán tử sinh:
{\displaystyle {\displaystyle ({\hat {a}}_{\mathbf {p} _{3}}^{\dagger })^{3}{\hat {a}}_{\mathbf {p} _{2}}^{\dagger }({\hat {a}}_{\mathbf {p} _{1}}^{\dagger })^{2}|0\rangle .}}
Mặc dù khái niệm trường xuất hiện trong Lagrangian một cách tuyến tính, trạng thái lượng tử của trường là rời rạc. Trong khi không gian trạng thái của dao động tử điều hòa lượng tử bao gồm tất cả các mức năng lượng rời rạc của hạt dao động thì không gian trạng thái của trường lượng tử bao gồm các mức năng lượng rời rạc của một số lượng hạt tùy ý. Sau này không gian đó được biết tới như là không gian Fock, nó được dùng để giải thích việc số lượng hạt trong hệ lượng tử tương đối tính là không cố định. Quá trình lượng tử hóa số hạt bất kì thay vì một hạt thường được gọi là sự lượng tử hóa lần thứ 2.
Quá trình trên là ứng dụng trực tiếp của cơ học lượng tử và có thể dùng để lượng tử hóa trường vô hướng, trường Dirac, trường vector và thậm chí là trong lý thuyết dây. Dù vậy, toán tử sinh và hủy cũng chỉ được định nghĩa hoàn chỉnh trong lý thuyết đơn giản nhất mà không có sự tương tác. Trong trường hợp trường vô hướng thực, sự tồn tại của các toán tử này là kết quả của việc phân tích nghiệm của trường cổ điển ra tổng của các mode dao động. Để tính toán đối với các tương tác có kể tới hấp dẫn, ta cần đến lý thuyết nhiễu loạn.
Hàm Lagrangian của mọi trường lượng tử trong thực tế luôn bao gồm các số hạng tương tác cộng với số hạng của trường tự do.
Tích phân đường
Công thức tích phân đường trong QFT quan hệ với tính toán trực tiếp của biên độ phân ra của một quá trình tương tác cụ thể, hơn là các toán tử là không gian trạng thái. Để tính toán biên độ xác suất của một hệ sinh ra từ trạng thái ban đầu {\displaystyle {\displaystyle |\phi _{I}\rangle }} tại t=0 đến trạng thái cuối  {\displaystyle {\displaystyle |\phi _{F}\rangle }}tại t=T, tổng thời gian chia một khoảng N nhỏ. Biên độ cuối cùng là tổng hợp của biên độ với mỗi khoảng, tích phân qua tất cả các trạng thái trung gian. Đặt H là Hamiltonian, ta có
{\displaystyle {\displaystyle \langle \phi _{F}|e^{-iHT}|\phi _{I}\rangle =\int d\phi _{1}\int d\phi _{2}\cdots \int d\phi _{N-1}\,\langle \phi _{F}|e^{-iHT/N}|\phi _{N-1}\rangle \cdots \langle \phi _{2}|e^{-iHT/N}|\phi _{1}\rangle \langle \phi _{1}|e^{-iHT/N}|\phi _{I}\rangle .}}
Lấy giới hạn  N → ∞, tích trên của các tích phân trở thành tích phân đường Feynman.
{\displaystyle {\displaystyle \langle \phi _{F}|e^{-iHT}|\phi _{I}\rangle =\int {\mathcal {D}}\phi (t)\,\exp \left\{i\int _{0}^{T}dt\,L\right\},}}
trong đó L là hàm Lagrangian liên quan tới  ϕ và đạo hàm của nó theo trục toạ độ không thời gian, ta thu được từ Hamiltonian H thông qua biến đổi Legendre. Điều kiện đầu và cuối của tích phân đường tương ứng
{\displaystyle {\displaystyle \phi (0)=\phi _{I},\quad \phi (T)=\phi _{F}.}}
Nói cách khác, biên độ cuối cùng là tổng biên độ của các đường khả dĩ giữa trạng thái đâu và cuối, trong đó biên độ của một đường là đường cho trước bởi hàm e mũ trong tích phân
Giản đồ Freynman
Hàm tương ứng trong thuyết tương tác có thể viết dưới dạng chuỗi nhiễu loạn. Mỗi số hạng là một chuỗi tích Freynman trong lý thuyết tự do và có thể đại diện trục quan bằng giản đồ Freynman.